# John O'Groats
John O'Groats är en udde i Antarktis. Den ligger i Östantarktis. Australien gör anspråk på området.
Terrängen inåt land är kuperad åt sydost, men västerut är den platt. Havet är nära John O'Groats norrut. Trakten är obefolkad. Det finns inga samhällen i närheten.